# Lithurgus nigricans
Lithurgus nigricans är en biart som först beskrevs av Cameron 1898.  Lithurgus nigricans ingår i släktet Lithurgus och familjen buksamlarbin. Inga underarter finns listade i Catalogue of Life.